# Villa Reynolds Airport
Villa Reynolds Airport är en flygplats i Argentina. Den ligger i den centrala delen av landet, 700 km väster om huvudstaden Buenos Aires. Villa Reynolds Airport ligger 484 meter över havet.
Terrängen runt Villa Reynolds Airport är platt. Närmaste större samhälle är Villa Mercedes, 9,2 km nordväst om Villa Reynolds Airport.
Trakten runt Villa Reynolds Airport består till största delen av jordbruksmark. Runt Villa Reynolds Airport är det glesbefolkat, med 8 invånare per kvadratkilometer.